# Judith Love Cohen
Judith Love Cohen (Brooklyn, 16 de agosto de 1933-25 de julio de 2016) fue una ingeniera aeroespacial y escritora estadounidense. Trabajó como ingeniera eléctrica en el misil Minuteman, en la estación científica terrestre del telescopio espacial Hubble, en el satélite de seguimiento y transmisión de datos y en el Programa Apolo. Después de su jubilación como ingeniera, fundó una editorial de publicaciones multimedia para niños, que publicó más de 20 títulos antes de su muerte en 2016.

## Biografía
Nació en 1933 en Brooklyn, en el seno de una familia judía en Nueva York, hija de Sarah (Roisman) y Morris Bernard Cohen. Ya en el quinto grado, los compañeros de clase le pagaban por hacer su tarea de matemáticas. Cohen solía ser la única mujer en sus clases de matemáticas, y decidió que quería ser profesora de matemáticas. A los 19 años, estudiaba ingeniería en la universidad y a la vez bailaba ballet en la compañía del Metropolitan Opera Ballet de Nueva York.

### Educación
Judith recibió una beca para especializarse en matemáticas en el College Brooklyn de la Universidad de la Ciudad de Nueva York, pero se dio cuenta de que prefería la ingeniería. Después de dos años en el Brooklyn College, Cohen se casó y se mudó a California, donde trabajó como ingeniera junior para North American Aviation, asistiendo a la Universidad del Sur de California por la noche; dijo que pasó por sus programas de licenciatura y de maestría sin haber conocido a ninguna otra mujer estudiante de ingeniería. Recibió su licenciatura y maestría de la Escuela de Ingeniería USC Viterbi, y continuó su asociación con la universidad, como miembro de la junta asesora de ingeniería astronáutica.
En 1982 también se graduó del Programa Ejecutivo de Ingeniería de UCLA.

## Vida profesional
La carrera de ingeniería de Cohen se comenzó en 1952, cuando trabajó como ingeniera junior en North American Aviation. Después de graduarse por la Escuela de Ingeniería de USC Viterbi en 1957, pasó a trabajar en Space Technology Laboratories, que finalmente se convirtió en TRW (adquirida por Northrop Grumman en 2002). Allí trabajó hasta su jubilación en 1990.
Su labor de ingeniería incluyó trabajos en el ordenador de guiado del misil LGM-30 Minuteman y en el sistema de guiado de abortos (AGS) del módulo lunar Apolo. El AGS desempeñó un papel importante en el regreso seguro del Apolo 13 después de que la explosión de un tanque de oxígeno dejara inutilizado el Módulo de Servicio y obligara a los astronautas a utilizar el Módulo Lunar como "bote salvavidas", el AGS se utilizó para la mayor parte del regreso, incluyendo dos correcciones de rumbo.
En 1990, después de retirarse de la práctica como ingeniera, Cohen creó una compañía editorial llamada Cascade Pass con su tercer esposo, David Katz. Publicaron dos series de libros: la serie «You Can be a Woman ...» ("Usted puede ser una mujer...") que fue creada para alentar a las niñas muy pequeñas a seguir carreras en ciencia e ingeniería; y la serie «Green» ("Verde") que se centró en la promoción prácticas medioambientales positivas, dirigidas a niños y niñas pequeños. Cascade Pass ha vendido más de 100 000 de sus libros infantiles de estas dos series.
Cascade Pass también publicó el libro The Women of Apollo, escrito por Robyn Friend, que presenta breves biografías de cuatro mujeres que ayudaron a poner al primer hombre en la luna, Judith entre ellas.

## Vida personal
Cohen fue madre de cuatro hijos, incluyendo el conocido ingeniero y científico Neil Siegel y el actor Jack Black. Tuvo sus primeros tres hijos (Neil, Howard y Rachel) con Bernard Siegel, con quien se conoció en la universidad y se casó unos meses después.
Cohen y Siegel se divorciaron en la década de 1960, y luego se casó otra vez con Thomas William Black. Su cuarto hijo, Jack, nació en 1969. Cohen y Black se divorciaron a fines de la década de 1970. Su tercer esposo fue David Katz. Seguían casados cuando Cohen murió de cáncer en 2016.

## Premios
En mayo de 2014, Cohen recibió el Premio de Contribuciones Literarias Distinguidas IEEE-USA por su trabajo con STEM para niños.

## Obras
- Serie A Clean
  - A Cleaner Port. A Brighter Future. The Greening of the Port of Los Angeles (en coautoría con Robyn Friend)
  - A Clean Planet: The Solar Power Story (en coautoría con Robyn Friend)
  - A Clean City: The Green Construction Story (en coautoría con Robyn Friend)
  - A Clean Sky: The Global Warming Story (en coautoría con Robyn Friend) - Versión en español: Friend, Robyn C.; Cohen, Judith Love; Katz, David A. (illustrations); Yáñez, Juan (traducción al español) (2007). Un cielo limpio: la historia del calentamiento global. Marina Del Rey, CA: Cascade Pass. ISBN 978-1-880-59983-9.
  - Future Engineering: The Clean Water Challenge (en coautoría con Robyn Friend)
  - Los Angeles Clean Energy Future (en coautoría con Robyn Friend)
  - Los Angeles Water Future (en coautoría con Robyn Friend)
  - A Clean Sea: The Rachel Carson Story

- Serie You Can Be
  - 1992: You Can Be a Woman Architect ISBN 978-1880599044
  - 1992: You Can Be a Woman Zoologist ISBN 9781880599563
  - 1993: You Can Be a Woman Paleontologist ISBN 9781880599433
  - 1994: You Can Be a Woman Oceanographer (con Sharon E. Franks, Sharon Roth Franks) ISBN 9781880599662
  - 1995: You Can Be a Woman Astronomer ISBN 9781880599174
  - 1995: You Can Be a Woman Engineer ISBN 9781880599198
  - 1996: You Can Be a Woman Cardiologist ISBN 9781880599181
  - 1999: You Can Be a Woman Basketball Player ISBN 9781880599402
  - 1999: You Can Be a Woman Botanist ISBN 978-1880599310
  - 1999: You Can Be a Woman Egyptologist ISBN 9781880599457
  - 2000: You Can Be a Woman Soccer Player (con Tisha Lea Venturini) ISBN 9781880599495
  - 2000: You Can Be a Woman Softball Player ISBN 9781880599471
  - 2001: You Can Be a Woman Marine Biologist ISBN 9781880599532
  - 2002: You Can Be a Woman Entomologist ISBN 978-1880599600
  - 2002: You Can Be a Woman Meteorologist ISBN 9781880599587
  - 2003: You Can Be a Woman Movie Maker
  - 2004: You Can Be a Woman Animator (con Vicky Jenson) ISBN 9781880599709
  - 2005: You Can Be a Woman Makeup Artist or Costume Designer (con Robyn Friend) ISBN 9781880599761
  - 2005: You Can Be a Woman Chemist ISBN 9781880599723
  - 2005: You Can Be a Woman Video Game Producer ISBN 978-1880599730

- Serie Tu Puedes Ser
  - Tu Puedes Ser Una Ingeniera
  - Tu Puedes Ser Una Arquitecta
  - Tu Puedes Ser Bióloga Marina
  - Tu Puedes Ser Una Zoóloga
  - Tu Puedes Ser Una Oceanógrafa

- Otros: Friend, Robyn C.; Cohen, Judith Love; Katz, David A. (illustrations); Rathbone, Lee (editing) (2012). Electricity and You: Be Smart, Be Safe. Marina del Rey, CA. ISBN 978-1-935-99902-7.[10]